# Marc Stenger
Marc Camille Michel Stenger (ur. 27 sierpnia 1946 w Phalsbourgu) – francuski duchowny katolicki, biskup Troyes w latach 1999–2020.

## Życiorys
Święcenia kapłańskie otrzymał 28 czerwca 1975.

## Episkopat
30 kwietnia 1999 papież Jan Paweł II mianował do biskupem ordynariuszem diecezji Troyes. Sakry biskupiej udzielił mu 5 września 1999 ówczesny arcybiskup Orleanu - Gérard Daucourt. Jako zawołanie biskupie przyjął słowa „Tout à tous” (Wszystko wszystkim). 28 grudnia 2020 papież Franciszek przyjął jego rezygnację z pełnionej funkcji.